# La Fajolle

La Fajolle este o comună în departamentul Aude din sudul Franței. În 1 ianuarie 2022 avea o populație de 13 de locuitori.